# Edgar Rădulescu
Edgar Rădulescu (Bucareste, 27 de dezembro de 1890 —?) foi um general romeno na Segunda Guerra Mundial.

## Honrarias
- Cruz de Ferro de 2ª e 1ª classe
- Cruz de cavaleiro da cruz de ferro (3 de julho de 1944)